# Elodea granatensis
Elodea granatensis es una especie de Liliopsida del género Elodea, de la familia Hydrocharitaceae, del orden Alismatales.

## Taxonomía
Fue descrita científicamente por Alexander von Humboldt y Aimé Bonpland. Fue publicado por primera vez en F.W.H.A.von Humboldt & A.J.A.Bonpland, Pl. Aequinoct. 2: 50 (1810).